# Montagny-les-Lanches
Montagny-les-Lanches é uma comuna francesa na região administrativa de Auvérnia-Ródano-Alpes, no departamento da Alta Saboia. Estende-se por uma área de 4.38 km². Em 2010 a comuna tinha 725 habitantes (densidade: 165,5 hab./km²).